# Glidende mavelandinger
Glidende mavelandinger er en dansk animationsfilm fra 2012, der er instrueret af John Mallett efter manuskript af Michael Valeur og Jericca Cleland.

## Handling
Tre unge fugle længes efter at opleve, hvad der er bag dalens høje bjerge. Flap har haft et frygteligt uheld og er nødt til at overkomme sin frygt for at flyve, hvis han nogensinde skal kunne forlade dalen med sine to venner.